# الخببي (بعدان)

تعديل مصدري - تعديل

الخببي محلة تابعة لقرية الرجمة، التابعة لعزلة المنار بمديرية بعدان إحدى مديريات محافظة إب في الجمهورية اليمنية، بلغ تعداد سكانها 29 حسب تعداد اليمن لعام 2004.